# Potamio
Potamio (in latino Potamius; Spagna, ... – 360 ca.) è stato un vescovo latino.

## Biografia
Di origine spagnola, fu il primo vescovo della città di Olissipo (l'odierna Lisbona); seguì il credo di Nicea durante il suo vescovato, anche se in precedenza nel 355 aveva aderito all'arianesimo. Cercò di fare pressione su papa Liberio per rompere con Atanasio e aderire alla formula di Sirmio del 351. Potamio partecipò alla stesura della seconda formula proposta in un secondo sinodo a Sirmio, con un accento ancora più ariano. Dai suoi ultimi scritti sembra tornato alla professione della fede ortodossa. 

### Opere
Potamio è autore di due prediche, De Lazaro e De martyrio Esaiae prophetae, e di due lettere di argomento teologico, Ad Athanasium episcopum e De substantia Patris et Filii et Spiritus Sancti.